# Partido Obrero Independiente
El Partido Obrero Independiente (POI, en francés:Parti ouvrier indépendant) es un partido político francés creado el 14 y 15 de junio de 2008, después de la disolución del Partido de los Trabajadores, que jugó un rol importante en la creación del nuevo partido. El POI reivindica 10 071 miembros fundadores en su primer congreso.
En su fundación, el lema elegido para el partido fue "Por el socialismo, la República y la democracia".

## Posición política
El nombre del partido: partido "obrero" hace alusión a la clase obrera, es decir, en términos marxistas, a la clase que tiene como única riqueza su fuerza de trabajo, que debe vender a un pequeño número de explotadores (la clase capitalista), a la que pertenece los medios de producción.
El nombre de este partido también hace alusión al movimiento obrero, portador de conquistas democráticas varias (el tiempo de trabajo legal, las convenciones colectivas, las vacaciones pagadas, la seguridad social, etc.) a través de la asociación de los obreros, de los campesinos, de los artistas, de los pequeños comerciantes, de los jubilados, de los desempleados, de los intelectuales, de los jóvenes, en organizaciones independientes a clase capitalista.
Según su manifiesto, el POI reconoce la lucha de clases:
- Nos pronunciamos por un Partido Obrero Independiente fundado sobre el reconocimiento de que, en todos los aspectos de la vida social, económica, y política, se confrontan intereses contradictorios.
- Por un lado, una minoría de explotadores que poseden los medios de producción, y los aprovechan para hacer ganancias con la explotación de la fuerza de trabajo de los asalariados.
- Por otro lado, la inmensa mayoría de la población, trabajadores de la ciudad y del campo, muchas veces reducidos al trabajo precarios y desreglamentado, en el desempleo, todos los que soportan la consecuencia de esta explotación.

Luego, afirman la siguiente posición:
- El Partido Obrero considera todas las preguntas desde el punto de vista de los oprimidos, y no desde un interés pretendidamente general.

El Partido Obrero se declara "por el socialismo", y "desea terminar con el régimen de explotación y de opresión, abolir el patronato y el salariado, establecer una sociedad de justicia y de igualdad, fundada sobre la socialización de los medios de producción y de intercambio".

## Secretarios nacionales
Son 4:
- Daniel Gluckstein
- Claude Jenet
- Jean Markun
- Gérard Schivardi